# De antiloog
Heer Bommel en de antiloog (in boekuitgaven/spraakgebruik verkort tot De antiloog) is een verhaal uit de Bommelsaga, geschreven en getekend door Marten Toonder. Het verhaal verscheen voor het eerst op 23 augustus en liep tot 9 december 1982. Centraal in dit verhaal staan sofismen.

## Verhaalaankondiging
Op 12 juli 1982 publiceerde het NRC Handelsblad een verhaalaankondiging onder nummer 01144. Na het oplossen van zijn problemen van de oude dag, begint heer Bommel zich zorgen te maken over de jongste dag. Hij gaat daartoe naar de bekende andragoog doctorandus Zielknijper. Laatstgenoemde is bezig aan zijn lunch en is blij hem buiten een afspraak te ontmoeten, want voor afspraken kan hij slechts drie minuten uittrekken. Heer Bommel klaagt over weerzinwekkende teksten die op zijn kasteelmuren zijn geschreven. De andragoog houdt het op een vaderbinding. Heer Bommel besluit dan maar persoonlijk de misstanden te gaan bestrijden. Bij een afspraak is er namelijk slechts drie minuten spreektijd. Op 23 augustus zal de publicatie starten.

## Hoorspel
- De antiloog in het Bommelhoorspel